# Dolichomitus cognator
Dolichomitus cognator är en stekelart som först beskrevs av Carl Peter Thunberg 1822.  Dolichomitus cognator ingår i släktet Dolichomitus och familjen brokparasitsteklar. Arten är reproducerande i Sverige. Inga underarter finns listade i Catalogue of Life.